# Залесе (Сохачевський повіт)
Залесе (пол. Zalesie) — село в Польщі, у гміні Ілув Сохачевського повіту Мазовецького воєводства.
Населення — 107 осіб (2011).
У 1975-1998 роках село належало до Плоцького воєводства.

## Демографія
Демографічна структура станом на 31 березня 2011 року:
|          | Загалом | Допрацездатний вік | Працездатний вік | Постпрацездатний вік |
| -------- | ------- | ------------------ | ---------------- | -------------------- |
| Чоловіки | 54      | 12                 | 34               | 8                    |
| Жінки    | 53      | 8                  | 33               | 12                   |
| Разом    | 107     | 20                 | 67               | 20                   |